# Language (chanson)
Singles de Porter Robinson
The Wildcat
(2012) Easy
(2012)
Language est une chanson composée par le DJ américain Porter Robinson avec la participation vocale de la chanteuse Heather Bright sortie le 10 avril 2012. C'est le premier grand succès du DJ qui est connu plus particulièrement en Angleterre.
Le clip est sorti le 1er août 2012 sous le label Ministry of Sound. Le clip dirigé par Jodeb montre une femme qui essaye d'échapper à une horde de monstres qui lui courent après. Prit au piège, elle va rêver d'un monstre étrange au corps transparent qui va lui redonner envie de faire face au danger. Elle va finalement se tirer d'affaire en les chassant à son tour.

## Liste des pistes
| 1. | Language (Extended Mix)  | 6:08 |
| 2. | Language (UK Radio Edit) | 3:19 |

## Classement dans les Charts
| Chart (2012/13)                | Peak position |
| ------------------------------ | ------------- |
| Irlande (IRMA)                 | 63            |
| Royaume-Uni (UK Singles Chart) | 9             |
| Écosse (OCC)                   | 4             |